# 天瑞路

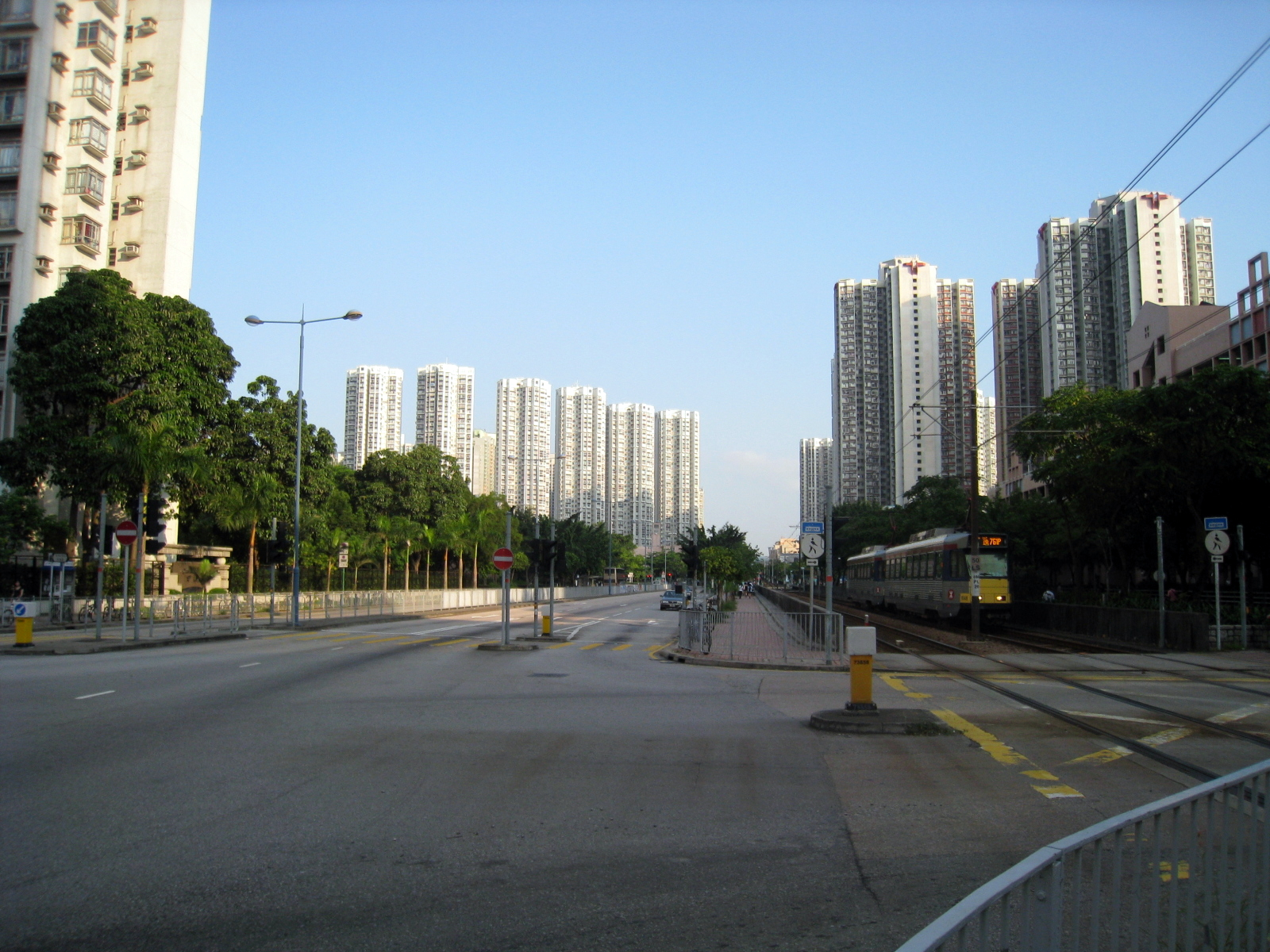
天瑞路近天瑞邨（右）

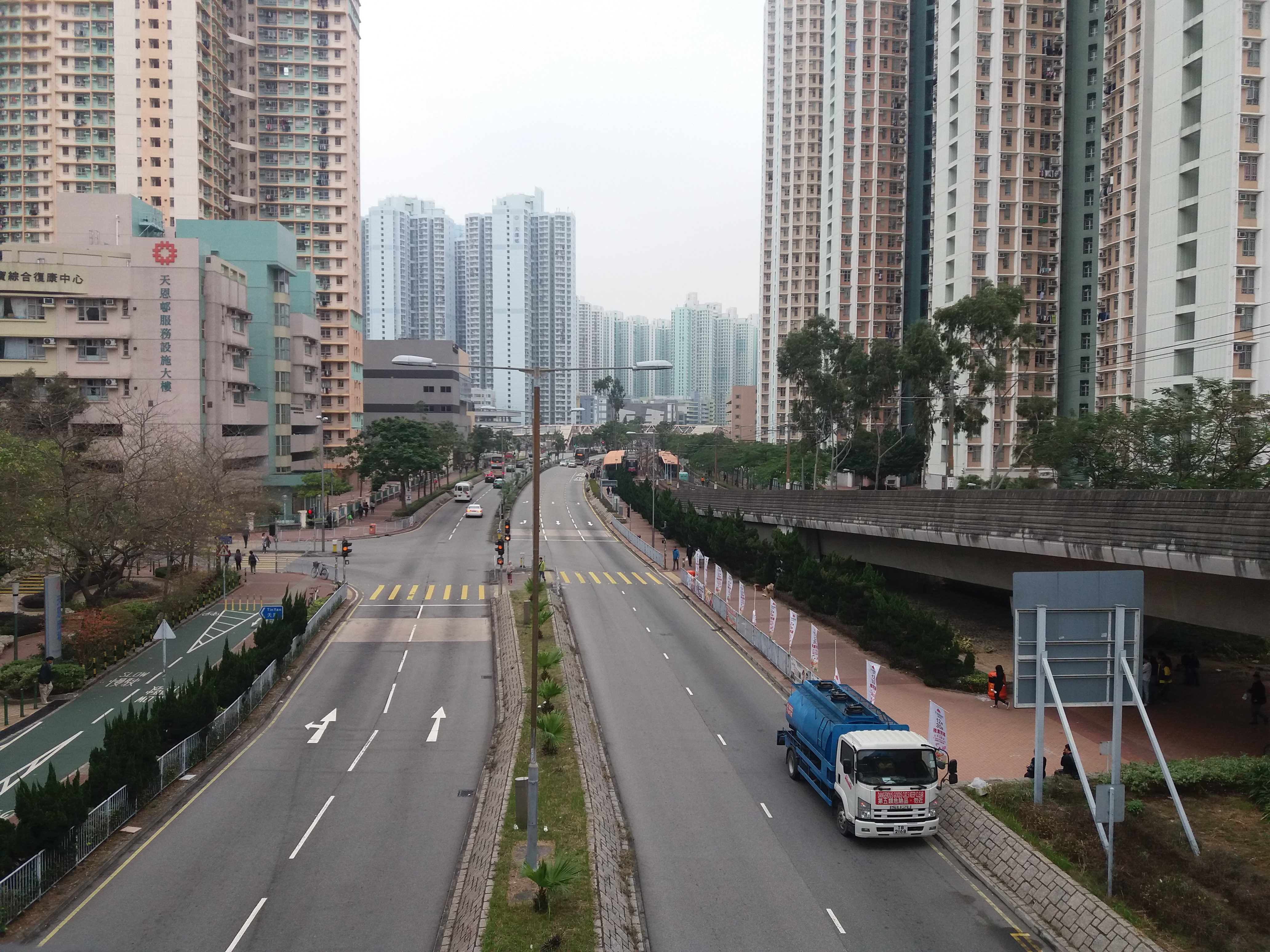
天瑞路近天恩邨的一段。

天瑞路（英語：Tin Shui Road）是香港新界元朗區天水圍新市鎮的南北重要幹道之一，南至天耀邨，北至天恆邨，沿路途經多個公共屋邨和屋苑，包括天耀邨、天瑞邨、天華邨、天恩邨、天逸邨、天頌苑、俊宏軒、天澤邨和天恒邨等。另外，天瑞路亦有多條巴士及小巴路線行走。
此路前稱L5路、L6路及L12路，L5路（天湖路與天榮路一段）、L6路（天榮路與天華路一段）通車及命名日期已不可考，L12路（天華路與濕地公園路一段）則於2000年7月7日通車及命名。

## 交匯道路
| 交匯道路名稱       | 距離（公里） | 備註             |
| ------------------ | ------------ | ---------------- |
| 天湖路             | 0            | 起點             |
| 天桃街             | 0.27         |                  |
| 天瑞邨道路         | 0.53         |                  |
| 天榮路             | 0.91         | L5路終點         |
| 天壇街             | 1.04         |                  |
| 天華路             | 1.3          | 迴旋處、L6路終點 |
| 天暉路             | 1.67         |                  |
| 天秀路             | 1.77         |                  |
| 天影路、濕地公園路 | 2.48         | L12路終點        |

## 沿路主要建築
- 天耀邨
- 賞湖居
- 天水圍公園
- 天瑞邨
- 天瑞體育館
- 天水圍醫院
- 翠湖居
- 天華邨
- 天恩邨
- 天頌苑
- 天富苑
- 天澤邨
- 天澤商場
- 天恆邨
- 俊宏軒

## 事件

### 轻铁爆辘出轨意外
2004年9月12日，一列行走751線之輕鐵列車途經天瑞路與天榮路交界時，一個使用只有四个月的钢辘突然爆裂，导致列车出轨。幸當時車速較低，沒有人受傷。這為香港輕鐵首次发生爆辘出轨意外。

### 天水圍醫院選址爭議
從2000年代起，天水圍區議員和居民一直要求興建天水圍醫院，以緩解屯門醫院和同區的博愛醫院的巨大壓力，最絡政府於2009年選定天瑞路近天瑞邨的第三十二區作為醫院選址，卻引來區議員及居民不滿。